# Castiglione Messer Marino
Castiglione Messer Marino é uma comuna italiana da região dos Abruzos, província de Chieti, com cerca de 2.208 habitantes. Estende-se por uma área de 47 km², tendo uma densidade populacional de 47 hab/km². Faz fronteira com Agnone (IS), Belmonte del Sannio (IS), Carunchio, Castelguidone, Fraine, Montazzoli, Monteferrante, Roccaspinalveti, Roio del Sangro, Rosello, Schiavi di Abruzzo, Torrebruna.<

## Demografia
| Variação demográfica do município entre 1861 e 2011                               |
|                                                                                   |
| Fonte: Istituto Nazionale di Statistica (ISTAT) - Elaboração gráfica da Wikipedia |